# Никола Лоренцин
Никола Лоренцин (Јагодина, 16. април 1940) је филмски и ТВ редитељ, критичар и педагог.

## Каријера
Школовао се у Земуну, Пули, и Београду. Дипломирао на Филозофском факултету (група за општу књижевност и теорију) и на Академији за позориште, радио, филм и ТВ (филмска и ТВ режија, класа проф. Александра Петровића) у Београду.
Професионално бављење филмом започео као асистент на пројектима Александра Петровића и, упоредо, радом на властитим филмским и телевизијским филмовима: од ТВ циклуса Необавезно (ТВ Београд, уредник Зора Кораћ), до играних серија (Приче преко пуне линије) или ТВ драма (Под старост, Копилан, Дуд, Земља) и ТВ филмова (Мала привреда, Божићна песма) и документараца, махом дугометражних (Шта и зашто К. Карабаша, Неимари, ...и не уведи нас у искушење).
Писао филмску и ТВ критику, објављује есеје и студије (Филмска кажа - електронска лажа, Драма документарца, Некад и сад - историја и естетика документарног филма), сарадник и уредник у филмским часописима Синеаст, Mc Guffin, YU film, Данас, Књижевна реч, Зенит; објављивао у Видицима, Студенту, Филмској култури ...
Већ тридесет година сарађује са филмским и ТВ кућама (ТВ БГД - РТС, Арт ТВ, ТВ Нови Сад, ТВ Загреб...), продуцентима Адриа филм, Застава филм, Дунав филм, Арт филм 80, ВАНС, Пан филм, Exp Ilke film, Fix Focus... најчешће у Београду, Новом Саду, Загребу.
Остварио велики документаристички или телевизијски опус свих ТВ жанрова.
За своје филмове награђиван на многим домаћим и међународним фестивалима (Велика златна медаља Београд за режију на Фестивалу документарног и краткометражног филма у Београду, на међународним фестивалима Награда Златни бор на МЕФЕСТУ, Златибор; Гранд Приx на ФЕСТЕФ-у, Кучево), учествовао на фестивалима у Амстердаму, Кракову, Каламати, Москви, Чељабинску, Паризу ...
На 69. Мартовском Фестивалу документарног филма добио је награду за животно дело.
Филмско дело сачињава велики број документарних, играних, телевизијских филмова као и других облика и жанрова са готово хиљаду остварених радова.
Све је документарне филмове снимио порема сопственим сценаријима, а за многе друге ТВ и филмске пројекте радио као сарадник на сценарију.
Обрађује филмске странице документарних, породичних и есејистичких бележака (од циклуса Luna rossa - пет једночасовних филмова о истарској породици Лоренцина,  до филмског диспута с редитељем Казимиром Карабашем у дугометражном документарацу ШТА и ЗАШТО Казимира Карабаша).
Међу осталим ТВ серијама документарно-играног облика реализовао осам једночасовних филмова серије Равногорска читанка која је побудила многе расправе. Редовно сарађује на многим телевизијским пројектима, посебно програмима РТС, Арт ТВ и ТВ Нови Сад. Завршава дугометражне документарце Џим и Нора на морима, Прошле воде.
Живи у Београду, где је, до мировине, као редовни професор на Факултету драмских уметности (за предмете документарни филм, основе филмске режије и режија звука) настојао да повеже своје редитељско искуство и педагошку праксу. Предавао и на другим школама или семинарима - у Београду, Нишу, Лазаревцу, Јагодини, Пули ...
Две године био је уметнички директор београдског Фестивала документарног и краткометражног филма (2000/01.), и две године (2002/03.) председник Савета истог Фестивала; посебно се залагао да београдски Фестивал добије и међународни такмичарски програм, да се формира градски фонд за финансирање документарних и краткометражних филмова и да се објављују књиге о овим филмским врстама (Експериментални филм, 50 година београдског Фестивала, прве монографије о добитницима Награде за животно дело - Душану Макавејеву, Стевану Радовићу и Миомиру Микију Стаменковићу, Влади Петрићу) што је све и остварено.
Завршио опсежну серију од стотину једночасовних ТВ филмова о исторји и развоју телевизијскких  програма ТВ Београд - РТС: Време телевизије. Остварено као својеврстан ТВ времеплов, или ТВ читанка из година 1956—1991.
Током 2007/08. радио је на реализацији два дугометражна филма, снимљена по сопственим сценаријима, Новела о шаху (Chess blues) и Искупљење (...и не уведи нас у искушење). у првоме представљен је другачији лик легендарног нашег шаховског велемајстора Светозара Глигорића (сада, у његовим каснијим годинама опредељеног за компоновање и извођење музике) и у другом филму тежак и дуготрајан процес избављења доскорашњих наркомана који лек и излечење налазе у сасвим другачијим околностима лечења, без медикамената и диспанзерског процеса, али са могућношћу духовног и телесног преображаја у тек васпостављеним кућама живих при Српској православној цркви.
Завршава први том опсежног рада, књиге НЕКАД И САД, историја и естетика документарног филма (1985—1950.) у Србији и свету. Књига је настала као дело потекло и придружено часовима документарног и наменског филма за студенте Факултета драмских уметности и обухвата сажетак вишегодишњег ауторовог теоријског и историјског истраживања документарног филма, као и непосредног рада, већ готово 40-годишњег, на документарном филму и педагошког деловања аутора.
Објавио је књигу Џејмс Џојс и филм, 2015. године.

## Филмографија
| 1970. | Дванаести спрат, кратки играни Укрштено, кратки играни                                                                  |
| 1971. | Мој драгане, струк невена (циклус Необавезно) Алфред Хичкок (ТВ циклус, Митологије)                                     |
| 1972. | Обећана земља (циклус Необавезно) Седморица из Роча (циклус Необавезно) Kако, ТВ серија, две епизоде                    |
| 1973. | Село, село...па нека је! На сред мора крчма једна                                                                       |
| 1974. | По људима учио сам свијет, ТВ серија Двоглед - почетак рада на овом ТВ програму (снимио око педесет ТВ филмова Двоглед) |
| 1975. | Лифка биоскоп Спортски живот Тито у Kраљевици                                                                           |
| 1976. | Под старост, ТВ драма                                                                                                   |
| 1977. | Је л по вољи музика? Време и снови, ТВ серија Празник Под старост, ТВ филм                                              |
| 1978. | Исидор Бајић, ТВ серија                                                                                                 |
| 1979. | Kад се јунак у бој спрема,ТВ серија Kопилан, ТВ драма                                                                   |
| 1980. | Дуд, ТВ драма |
| 1981. | Приче преко пуне линије, ТВ серија Песме и дани, ТВ серија Записи о црном Владимиру, ТВ филм                            |
| 1982. | Земља, ТВ драма Умрети и певати, ТВ серија                                                                              |
| 1983. | Тешка ноћ |
| 1984. | Животни напон |
| 1985. | Авантура Живка Гортана Доме, слатки доме,ТВ серија                                                                      |
| 1986. | Мала привреда, ТВ филм Бригада Јове Покрајца Београдски радник                                                          |
| 1987. | Шифра Перла |
| 1988. | Kосовски бој, ТВ серија                                                                                                 |
| 1989. | Херојева порука |
| 1990. | Luna rossa Велика сеоба, ТВ серија Тајна дома Блокових Трагом Срба у Украјини                                           |
| 1991. | Јован Цвијић, ТВ серија Балкански ратови, ТВ серија                                                                     |
| 1992. | С тугом и болом у срцу                                                                                                  |
| 1993. | Гласови из невремена Што те нема Rosso di sera Vino rosso                                                               |
| 1994. | Божићна песма Жубор Бистрих потока                                                                                      |
| 1995. | Душанов пут Agfa colour                                                                                                 |
| 1996. | Моја Десанка Great Movie Robbery Живот на филму                                                                         |
| 1997. | Мој парадизо Бака Гвозденија                                                                                            |
| 1998. | Белоглави суп поново лети                                                                                               |
| 1999. | Нова пројекција Сизифа Живот на филму                                                                                   |
| 2000. | Зрно злата Бајка о Богосаву                                                                                             |
| 2001. | Равногорска читанка, ТВ серија (осам епизода)                                                                           |
| 2002. | Добри поток оца Александра                                                                                              |
| 2003. | Време телевизије,ТВ серија ШТА и ЗАШТО Kазимира Kарабаша Озрачен живот (Болест и излечење Војина Вуковића)              |
| 2004. | Kрај бакарног доба Црвени макови Зузане Верески Игра коло петровданско                                                  |
| 2005. | Bandiera rossa Fiore rosso Гандор међу Бистрим потоцима                                                                 |
| 2006. | Неимари |
| 2007. | Искупљење (...и не уведи нас у искушење), дугометражни документарац                                                     |
| 2008. | Новела о шаху, једночасовни документарац                                                                                |
| 2009. | Време телевизије - завршена стота епизода, период 1987 - 1991.                                                          |
| 2015. | Sette della Drina: Sette Morituri                                                                                       |
| 2022. | Сликар и берачица грожђа                                                                                                |